# Сульфоліти

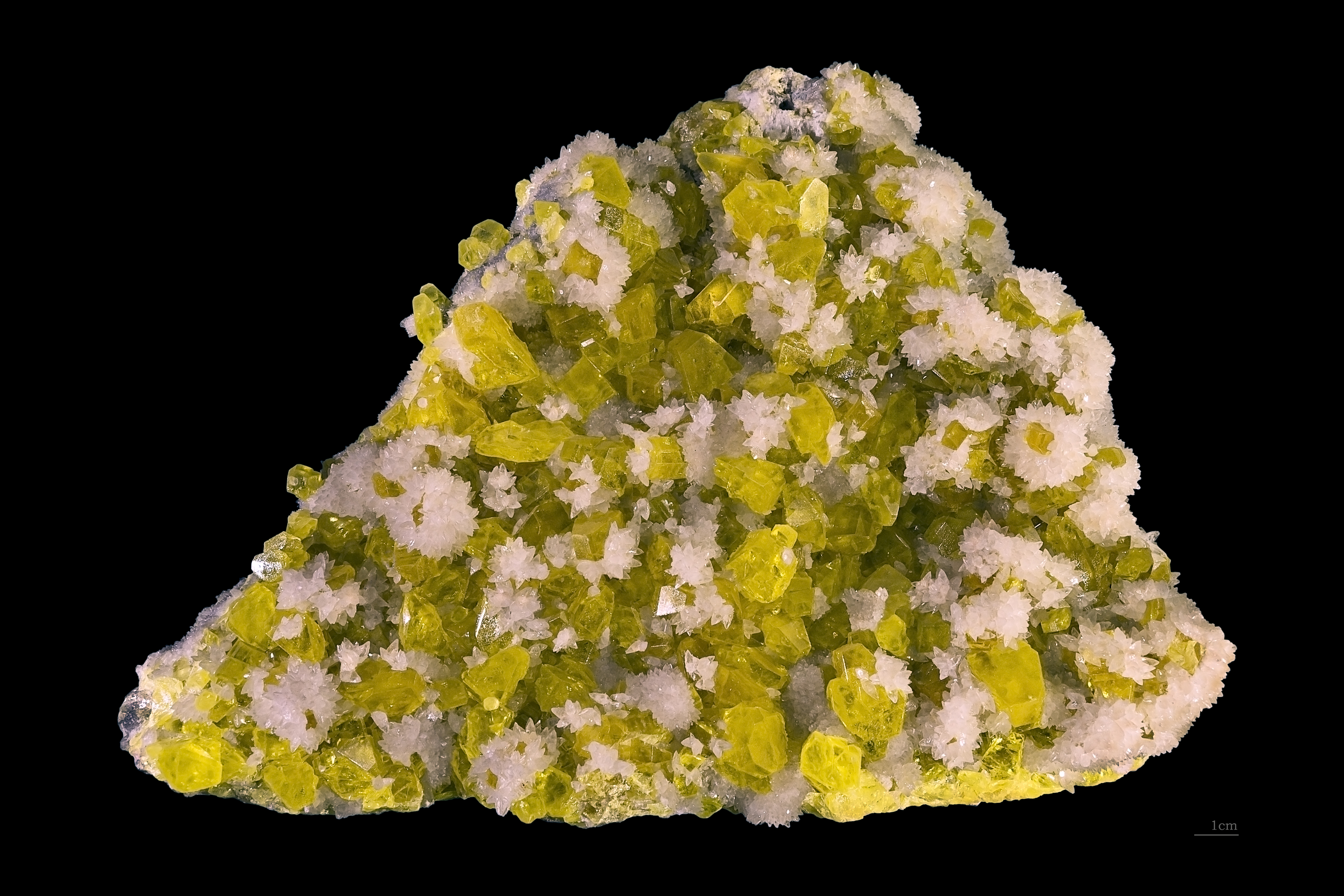
Кристали сірки в гірській породі.

Сульфоліти (рос. сульфолиты,англ. sulpholites, нім. Sulpholite m pl) – осадові породи та продукти їх зміни, які на 50% і більше складаються із сірки самородної.